# Sébastien Buemi
Sébastien Olivier Buemi (Aigle, Suiza; 31 de octubre de 1988) es un piloto de automovilismo suizo. Fue piloto del equipo Toro Rosso de Fórmula 1 durante tres años (2009-2011), tras pasar por la GP2 Series en 2007 y 2008. Es piloto de Toyota Gazoo Racing en el Campeonato Mundial de Resistencia de la FIA desde 2012, donde ha obtenido cuatro títulos en 2014, 2018-19, 2022 y 2023, así como 18 victorias, incluyendo las 24 Horas de Le Mans de 2018, 2019, 2020 y 2022. Por otra parte, compite en la Fórmula E desde 2014, actualmente con el equipo Envision, resultando campeón en 2015-16 y logrando tres subcampeonatos en 2014-15, 2016-17 y 2018-19.

## Carrera

### Inicios
Tras graduarse en el karting, Buemi corrió durante las temporadas 2004 y 2005 en la Fórmula BMW de Alemania, finalizando tercero y segundo en el campeonato respectivamente. Asimismo fue finalista de la FBMW World Final en el 2005.
Seguido de una sola carrera en la Fórmula Tres Española en 2005, Buemi pasó a Fórmula 3 Euroseries en 2006, finalizando 12º en el campeonato. Finalmente se quedó en la serie durante 2007, donde finalmente quedó segundo en el campeonato por detrás de Romain Grosjean, categoría de la que conocemos a Nico Hülkenberg, Lewis Hamilton o Paul di Resta. También compitió en el Masters de Fórmula 3 donde logró el tercer puesto, y en el Gran Premio de Macao.
Para la temporada 2006-2007 de A1 Grand Prix, Buemi tuvo el deber de correr para el equipo A1 Team Switzerland conjuntamente con Neel Jani y Marcel Fässler. El equipo finalizó 8º en el campeonato.

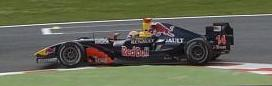
Buemi en el Circuito de Nevers Magny-Cours.

Buemi fue seleccionado para reemplazar al lesionado Michael Ammermüller por el equipo ART en el Circuito de Mónaco durante la temporada del 2007 de la GP2 Series, en la que logró dos séptimos puestos y dos vueltas rápidas. El piloto suizo siguió en la GP2 en 2008 (6º, 50 puntos) y también participó en las GP2 Asia Series, donde cosechó buenos resultados (5º, 37 puntos), lo que le dio más números para dar el salto a la Fórmula 1.

### Fórmula 1

#### Probador

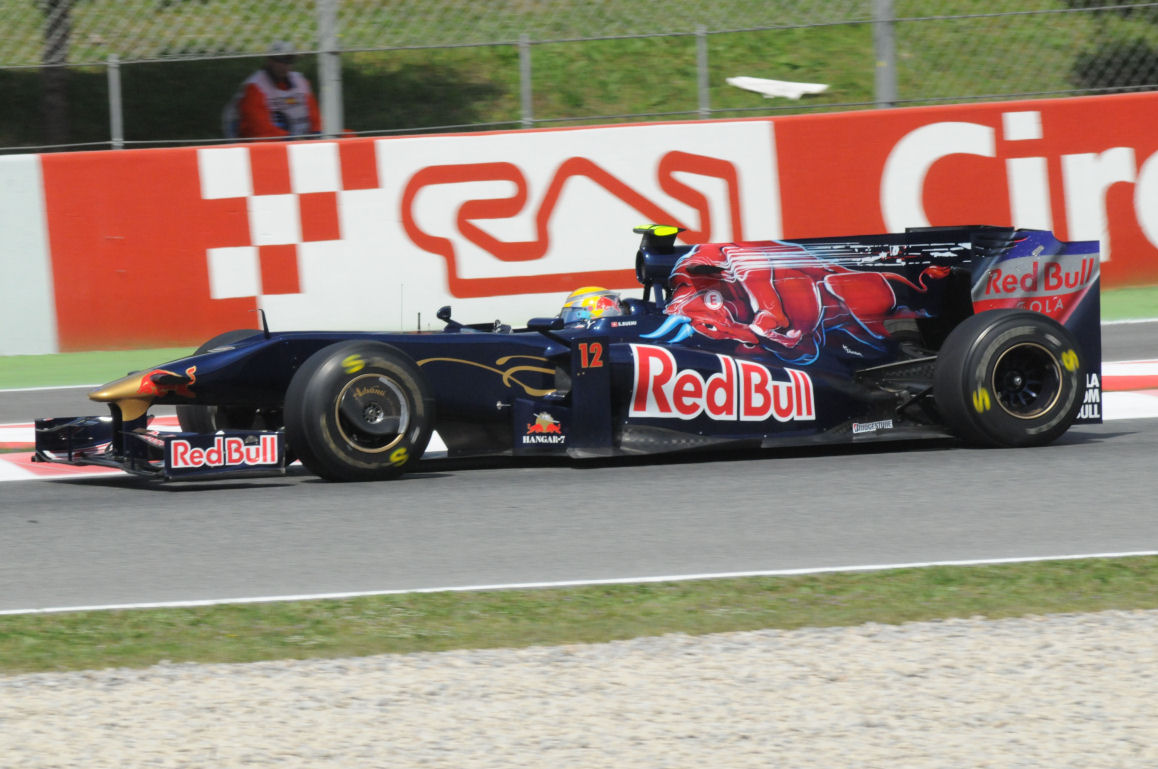
Buemi al volante del STR4 en el Gran Premio de España de 2009

En de septiembre de 2007 corrió para el equipo Red Bull durante la temporada de pruebas de Fórmula 1 en Circuito de Jerez. Fue el tercero mejor del día, tras Glock (BMW) y Liuzzi (Toro Rosso), pero por delante de pilotos como Barrichello (Honda) y Nelson Piquet, Jr. (Renault).
Red Bull llamó a Buemi como su piloto de pruebas y reserva para la temporada 2008.

#### Toro Rosso (2009-2011)

##### 2009
En 2009, después de participar en varios tests con Toro Rosso, Buemi da el salto a la Fórmula 1 como piloto titular, sustituyendo a Sebastian Vettel en la escudería italiana. El piloto suizo compartió equipo con Sébastien Bourdais durante la primera mitad del año; y posteriormente, con Jaime Alguersuari.
Buemi hizo historia al puntuar en su debut en Melbourne, en una carrera caótica, llegando en séptimo lugar, siendo el primer suizo de la historia de Fórmula 1 en conseguir debutar puntuando. Sin embargo, tras volver a puntuar en China (otra carrera caótica en la que rindió a un buen nivel), en las siguientes pruebas comete algunos errores o está involucrado en accidentes, no sumando más unidades. Después de una sequía que empezó desde el Gran Premio de Baréin hasta Gran Premio de Japón, Buemi vuelve a puntuar en el Gran Premio de Brasil llegando en séptimo lugar tras una increíble carrera. Y en la última carrera, el suizo consigue llegar octavo, sumando un punto y logrando la segunda mejor vuelta rápida de la carrera, superando así las expectativas que tenía en 2009 (su año de debut) con su equipo y siendo confirmado para 2010.

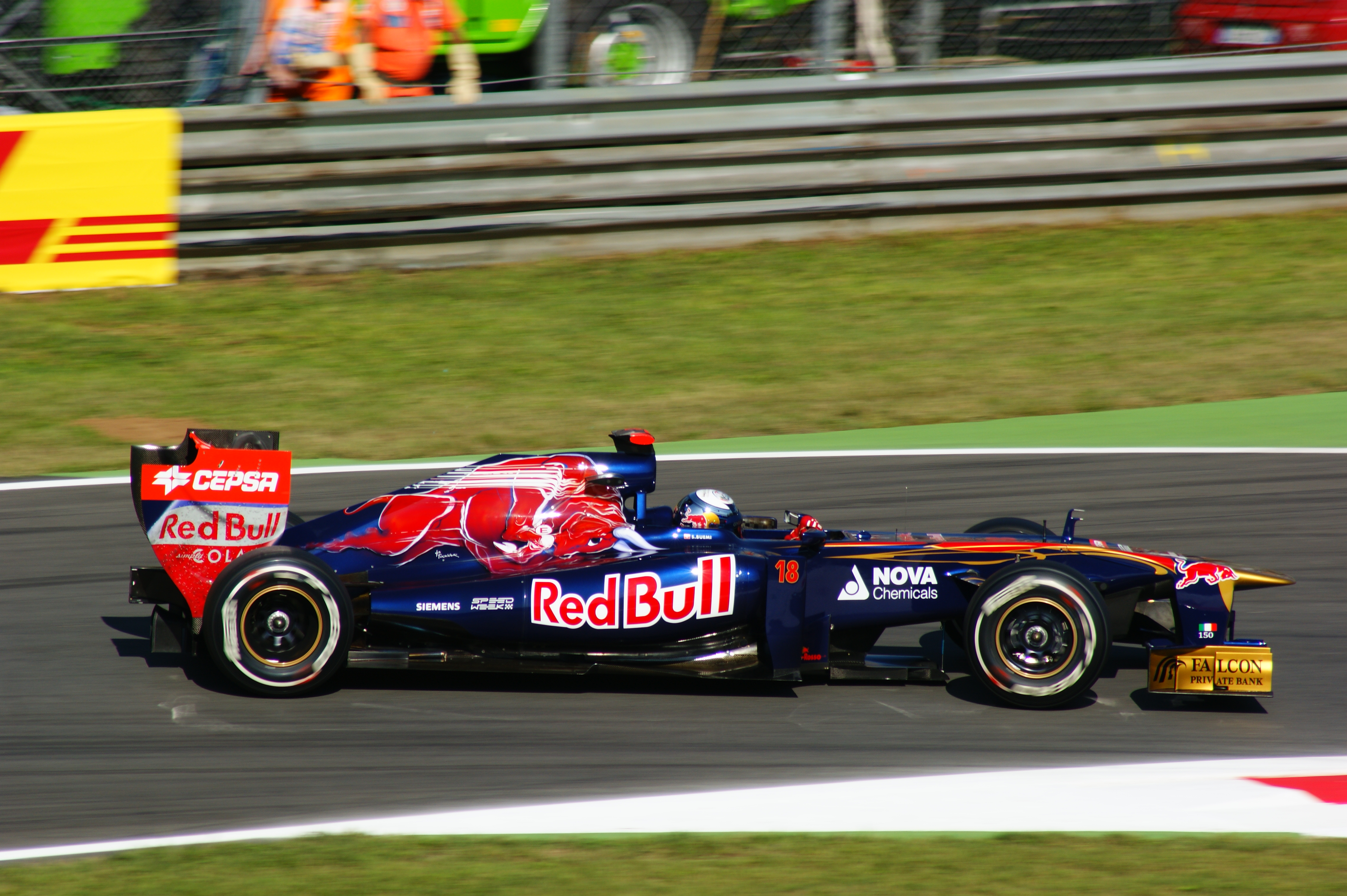
Buemi en el GP de Italia 2011.

##### 2010
En 2010, Buemi sufre un comienzo complicado, al tener que abandonar en 4 de las 5 primeras citas del campeonato, viéndose superado por su compañero pero también por culpa de incidentes ajenos a su persona. Finalmente, en la sexta prueba del mundial, el Gran Premio de Mónaco, consigue superar por primera vez en la temporada a su compañero Jaime Alguersuari, sumando además un punto. En el Gran Premio de Canadá, Buemi realiza probablemente su mejor carrera y finaliza 8º tras adelantar a Michael Schumacher y llegar a liderar la prueba. En el GP de Europa se ve favorecido por el auto de seguridad y consigue posicionarse en la zona de puntos durante gran parte de la carrera. En los últimos giros es superado por Kamui Kobayashi, pero consigue llegar 9º y sumar dos puntos más. Sin embargo, a partir de ahí sus prestaciones decaen y se ve superado por Jaime Alguersuari el resto de la temporada. En GP de Japón, Buemi suma su último punto de la temporada. En el tramo final del año fue superado por su compañero, pero logró superarlo en la clasificación final (8 puntos por 5).

##### 2011
En 2011, Buemi sigue con la escudería italiana. Tiene un buen comienzo al meter a su Toro Rosso entre los 10 primeros en la clasificación al GP de Australia. El piloto suizo y la escudería italiana no entraban en la lista clasificatoria de los diez mejores desde el GP de Abu Dabi de hace 2 años. En carrera Sébastien hace una excelente carrera y acaba 10.º, pero pasó al 8.º lugar debido a la descalificación de los 2 pilotos de Sauber. En Malasia y China no puede sumar puntos pero supera a Jaime Alguersuari. En Turquía vuelve a hacer una excelente carrera y acaba 9°. En España acaba 14° con un incidente en el final con Pastor Maldonado. En un caótico GP de Mónaco acaba 10°. Hasta ese GP Buemi superó a su compañero; pero desde Canadá, donde sumó un punto más al acabar 10°, Sébastien entra en una mala racha. Tras 3 carreras sin puntuar y 4 siendo superado por Alguersuari, el suizo logra acabar 8° en el GP de Hungría, haciendo una gran remontada gracias a la lluvia luego de haber salido 23° por una sanción. Sin embargo, desde aquella carrera se ve nuevamente batido por Alguersuari, que termina sumando 9 puntos más que él, y su futuro no estaba claro, aunque Buemi esperaba seguir con los de Faenza.
Finalmente, el 14 de diciembre de 2011, Toro Rosso anuncia a Daniel Ricciardo y Jean-Éric Vergne como sus nuevos pilotos para 2012, anunció que deja a Sébastien y a Jaime Alguersuari fuera del equipo italiano.

#### Reserva de Red Bull (2012-2013)
Red Bull Racing contrató que Buemi como su piloto reserva y probador durante la temporada 2012. De este modo, el piloto suizo consigue mantenerse vinculado a los Grandes Premios con el objetivo de volver a pilotar en 2013.
Al año siguiente, las negociaciones de Buemi con los equipos no fructificaron y tuvo que continuar siendo piloto reserva de Red Bull en 2013. En 2015 sigue ligado al equipo como reserva.

### WEC
Corrió las 24 Horas de Le Mans 2013 con el equipo Toyota en la clase LMP1. Abandonó por un choque aparatoso de su compañero Anthony Davidson. 
Mientras se desempeñaba como piloto reserva de Red Bull en F1, Buemi compitió toda la temporada 2013 del Campeonato Mundial de Resistencia con Toyota, formando equipo con Anthony Davidson y Stéphane Sarrazin. Consiguió una victoria en Sakhir, dos segundos puestos y un tercero, ubicándose séptimo en el campeonato mundial de pilotos de la categorías detrás de los dos tríos de Audi.
En 2014, Buemi y Davidson vencieron en Silverstone, Spa-Francorchamps, Fuji y Shanghái en 8 fechas, coronándose ambos campeones del mundo de resistencia con Toyota.
El suizo siguió con Toyota en el Campeonato Mundial de Resistencia 2015. Acompañado de Davidson y Nakajima, obtuvo un tercer puesto y dos cuartos, por lo que se ubicó 13º en el campeonato de pilotos de LMP1. En 2016, estuvieron cerca de ganar en las 24 Horas de Le Mans, cuando a falta de cinco minutos para el final, el Toyota se quedó sin potencia y no quedaron clasificados. Lograron un tercer lugar y dos cuartos, para terminar octavos en el campeonato.
En 2018 y 2019, consiguió la victoria en las 24 Horas de Le Mans junto a Fernando Alonso y Kazuki Nakajima. Además, lograron el título de la temporada 2018-19, cuando lograron cinco victorias en las ocho carreras. En 2020 logró nuevamente ganar Le Mans, con Nakajima y Brendon Hartley.

### Fórmula E

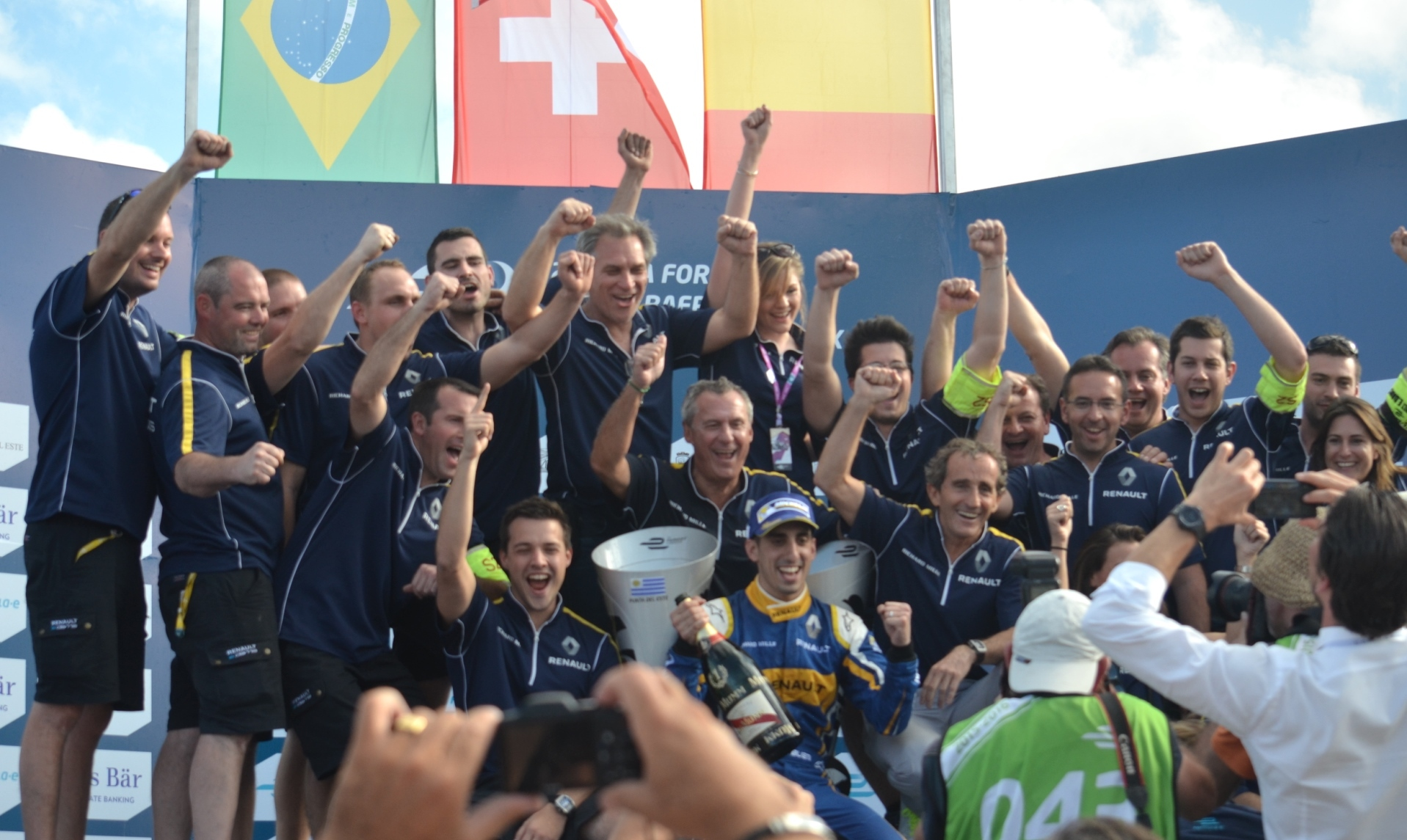
Sébastien Buemi festejando su victoria en el Punta del Este ePrix de 2015.

En junio de 2014 se anuncia oficialmente que será piloto titular de Renault e.Dams en Fórmula E. Ganó en Punta del Este, Mónaco y Londres 1, logrando además otros dos podios y siete top 5 en 11 carreras. Así, resultó subcampeón 2014/15, un punto por detrás de Nelson Piquet, Jr.
En la temporada 2015-16, triunfó en Pekín, Punta del Este y Berlín, y cosechó dos segundos puestos, y un tercero. De esta forma superó a su rival por el título Lucas Di Grassi para coronarse campeón de la categoría, por un margen de dos puntos, al lograr al vuelta rápida en la última carrera, a pesar de no terminar la carrera.
Continuando con el equipo Renault e.dams en la temporada 2016-17, Buemi triunfó en varias oportunidades, pero finalizó segundo en el campeonato, detrás de Lucas di Grassi. En la temporada siguiente no logró victorias y finalizó cuarto.
Para 2018-19, Nissan ocupó el lugar de Renault con DAMS. Logró el subcampeonato de esta temporada detrás de Jean-Éric Vergne, con una victorias y cuatro podios. En 2019-20 finalizó cuarto en la tabla general, sin victorias y con cuatro podios.

## Resumen de carrera
| Temporada | Categoría                                              | Equipo                       | Carreras          | Victorias         | Poles             | VR                | Podios            | Puntos            | Pos.              |
| --------- | ------------------------------------------------------ | ---------------------------- | ----------------- | ----------------- | ----------------- | ----------------- | ----------------- | ----------------- | ----------------- |
| 2004      | Fórmula BMW ADAC                                       | Lars Kaufmann Motorsport     | 20                | 0                 | 2                 | 2                 | 10                | 188               | 3.º               |
| 2005      | Fórmula BMW ADAC                                       | ADAC Berlin-Brandenburg e.V. | 20                | 7                 | 7                 | 12                | 16                | 282               | 2.º               |
| 2005      | Fórmula BMW World Final                                | ADAC Berlin-Brandenburg e.V. | 1                 | 0                 | 0                 | 0                 | 1                 | N/A               | 2.º               |
| 2005      | Campeonato de España de F3                             | Racing Engineering           | 1                 | 0                 | 0                 | 0                 | 0                 | 0                 | NC                |
| 2006      | Fórmula 3 Euroseries                                   | ASL Mücke Motorsport         | 20                | 1                 | 0                 | 6                 | 3                 | 31                | 12.º              |
| 2006      | Masters de Fórmula 3                                   | ASL Mücke Motorsport         | 1                 | 0                 | 0                 | 0                 | 1                 | N/A               | 3.º               |
| 2006      | Fórmula Renault 2.0 NEC                                | Motopark Academy             | 8                 | 2                 | 1                 | 1                 | 6                 | 172               | 7.º               |
| 2006      | Eurocopa de Fórmula Renault 2.0                        | Motopark Academy             | 6                 | 1                 | 0                 | 0                 | 1                 | 33                | 11.º              |
| 2006      | Gran Premio de Macao                                   | Carlin Motorsport            | 1                 | 0                 | 0                 | 0                 | 0                 | N/A               | 4.º               |
| 2006-07   | A1 Grand Prix                                          | A1 Team Switzerland          | 12                | 0                 | 0                 | 1                 | 0                 | 50                | 8.º               |
| 2007      | Fórmula 3 Euroseries                                   | ASL Mücke Motorsport         | 20                | 3                 | 2                 | 4                 | 13                | 95                | 2.º               |
| 2007      | GP2 Series                                             | ART Grand Prix               | 11                | 0                 | 0                 | 3                 | 0                 | 6                 | 21.º              |
| 2007      | Gran Premio de Macao                                   | Räikkönen Robertson Racing   | 1                 | 0                 | 0                 | 0                 | 0                 | N/A               | 11.º              |
| 2008      | GP2 Asia Series                                        | Trust Team Arden             | 10                | 1                 | 0                 | 1                 | 5                 | 37                | 2.º               |
| 2008      | GP2 Series                                             | Trust Team Arden             | 19                | 2                 | 0                 | 0                 | 5                 | 50                | 6.º               |
| 2009      | Fórmula 1                                              | Scuderia Toro Rosso          | 17                | 0                 | 0                 | 0                 | 0                 | 6                 | 16.º              |
| 2010      | Fórmula 1                                              | Scuderia Toro Rosso          | 19                | 0                 | 0                 | 0                 | 0                 | 8                 | 16.º              |
| 2011      | Fórmula 1                                              | Scuderia Toro Rosso          | 19                | 0                 | 0                 | 0                 | 0                 | 15                | 15.º              |
| 2012      | Campeonato Mundial de Resistencia de la FIA - LMP1     | Toyota Racing                | 1                 | 0                 | 0                 | 0                 | 0                 | 0                 | NC                |
| 2012      | European Le Mans Series - LMP2                         | Boutsen Ginion Racing        | 1                 | 0                 | 0                 | 0                 | 0                 | 0                 | NC                |
| 2013      | Campeonato Mundial de Resistencia de la FIA - LMP1     | Toyota Racing                | 8                 | 1                 | 0                 | 0                 | 4                 | 106.25            | 3.º               |
| 2014      | Campeonato Mundial de Resistencia de la FIA - LMP1     | Toyota Racing                | 8                 | 4                 | 2                 | 3                 | 7                 | 166               | 1.º               |
| 2014-15   | Fórmula E                                              | e.dams Renault               | 11                | 3                 | 3                 | 1                 | 5                 | 143               | 2.º               |
| 2015      | Campeonato Mundial de Resistencia de la FIA - LMP1     | Toyota Racing                | 8                 | 0                 | 0                 | 0                 | 1                 | 79                | 5.º               |
| 2015-16   | Fórmula E                                              | Renault e.dams               | 10                | 3                 | 3                 | 5                 | 6                 | 155               | 1.º               |
| 2016      | Campeonato Mundial de Resistencia de la FIA - LMP1     | Toyota Gazoo Racing          | 9                 | 0                 | 0                 | 0                 | 1                 | 60                | 8.º               |
| 2016-17   | Fórmula E                                              | Renault e.dams               | 10                | 6                 | 2                 | 1                 | 6                 | 157               | 2.º               |
| 2017      | Campeonato Mundial de Resistencia de la FIA - LMP1     | Toyota Gazoo Racing          | 9                 | 5                 | 0                 | 1                 | 7                 | 183               | 2.º               |
| 2017      | WeatherTech SportsCar Championship - Prototype         | Rebellion Racing             | 2                 | 0                 | 0                 | 0                 | 0                 | 45                | 26.º              |
| 2017-18   | Fórmula E                                              | Renault e.dams               | 12                | 0                 | 3                 | 0                 | 4                 | 125               | 4.º               |
| 2018-19   | Campeonato Mundial de Resistencia de la FIA - LMP1     | Toyota Gazoo Racing          | 8                 | 5                 | 4                 | 0                 | 7                 | 198               | 1.º               |
| 2018-19   | Fórmula E                                              | Nissan e.dams                | 13                | 1                 | 3                 | 0                 | 4                 | 119               | 2.º               |
| 2019-20   | Fórmula E                                              | Nissan e.dams                | 11                | 0                 | 0                 | 0                 | 4                 | 84                | 4.º               |
| 2019-20   | Campeonato Mundial de Resistencia de la FIA - LMP1     | Toyota Gazoo Racing          | 8                 | 2                 | 1                 | 1                 | 8                 | 202               | 2.º               |
| 2020      | Fórmula 1                                              | Aston Martin Red Bull Racing | Piloto de pruebas | Piloto de pruebas | Piloto de pruebas | Piloto de pruebas | Piloto de pruebas | Piloto de pruebas | Piloto de pruebas |
| 2020-21   | Fórmula E                                              | Nissan e.dams                | 15                | 0                 | 0                 | 0                 | 0                 | 20                | 21.º              |
| 2021      | Campeonato Mundial de Resistencia de la FIA - Hypercar | Toyota Gazoo Racing          | 6                 | 3                 | 1                 | 2                 | 5                 | 168               | 2.º               |
| 2021-22   | Fórmula E                                              | Nissan e.dams                | 16                | 0                 | 0                 | 0                 | 0                 | 30                | 15.º              |
| 2022      | Campeonato Mundial de Resistencia de la FIA - Hypercar | Toyota Gazoo Racing          | 6                 | 2                 | 2                 | 1                 | 5                 | 149               | 1.º               |
| 2022-23   | Fórmula E                                              | Envision Racing              | 16                | 0                 | 2                 | 2                 | 1                 | 105               | 6.º               |
| 2023      | Campeonato Mundial de Resistencia de la FIA - Hypercar | Toyota Gazoo Racing          | 7                 | 2                 | 2                 | 1                 | 6                 | 172               | 1.º               |
| 2023-24   | Fórmula E                                              | Envision Racing              | 13                | 0                 | 0                 | 0                 | 2                 | 53                | 11.º              |
| 2024      | Campeonato Mundial de Resistencia de la FIA - Hypercar | Toyota Gazoo Racing          | 8                 | 2                 | 1                 | 1                 | 2                 | 109               | 4.º               |
| 2024-25   | Fórmula E                                              | Envision Racing              | Disputándose      | Disputándose      | Disputándose      | Disputándose      | Disputándose      | Disputándose      | Disputándose      |
| 2025      | Campeonato Mundial de Resistencia de la FIA - Hypercar | Toyota Gazoo Racing          | Disputándose      | Disputándose      | Disputándose      | Disputándose      | Disputándose      | Disputándose      | Disputándose      |
| Fuente:   |                                                        |                              |                   |                   |                   |                   |                   |                   |                   |

## Resultados

### Fórmula 3 Euroseries
(Clave) (negrita indica pole position) (cursiva indica vuelta rápida)

| Año  | Equipo               | Chasis           | Motor    | 1        | 2        | 3         | 4        | 5       | 6       | 7        | 8        | 9       | 10       | 11      | 12      | 13        | 14      | 15        | 16      | 17        | 18       | 19      | 20      | Pos. | Puntos |
| ---- | -------------------- | ---------------- | -------- | -------- | -------- | --------- | -------- | ------- | ------- | -------- | -------- | ------- | -------- | ------- | ------- | --------- | ------- | --------- | ------- | --------- | -------- | ------- | ------- | ---- | ------ |
| 2006 | ASL Mücke Motorsport | Dallara F305/011 | Mercedes | HOC 1 19 | HOC 2 14 | LAU 1 Ret | LAU 2 12 | OSC 1 7 | OSC 2 1 | BRH 1 21 | BRH 2 16 | NOR 1 7 | NOR 2 11 | NÜR 1 4 | NÜR 2 8 | ZAN 1 Ret | ZAN 2 8 | CAT 1 7   | CAT 2 5 | BUG 1 DSQ | BUG 2 11 | HOC 1 2 | HOC 2 3 | 12.º | 31     |
| 2007 | ASL Mücke Motorsport | Dallara F305/011 | Mercedes | HOC 1    | HOC 2 3  | BRH 1 7   | BRH 2    | NOR 1 2 | NOR 2   | MAG 1 3  | MAG 2 19 | MUG 1 3 | MUG 2 5  | ZAN 1 3 | ZAN 2   | NÜR 1 2   | NÜR 2 3 | CAT 1 Ret | CAT 2 6 | NOG 1 4   | NOG 2 1  | HOC 1 5 | HOC 2 1 | 2.º  | 95     |

### A1 Grand Prix
(Clave) (negrita indica pole position) (cursiva indica vuelta rápida)

| Año     | Equipo              | 1          | 2         | 3         | 4          | 5       | 6       | 7       | 8       | 9       | 10      | 11        | 12        | 13        | 14        | 15      | 16      | 17      | 18      | 19        | 20        | 21          | 22          | Pos. | Puntos |
| ------- | ------------------- | ---------- | --------- | --------- | ---------- | ------- | ------- | ------- | ------- | ------- | ------- | --------- | --------- | --------- | --------- | ------- | ------- | ------- | ------- | --------- | --------- | ----------- | ----------- | ---- | ------ |
| 2006-07 | A1 Team Switzerland | NED SPR 10 | NED FEA 8 | CZE SPR 8 | CZE FEA 10 | BEI SPR | BEI FEA | MYS SPR | MYS FEA | IDN SPR | IDN FEA | NZL SPR 5 | NZL FEA 4 | AUS SPR 4 | AUS FEA 7 | RSA SPR | RSA FEA | MEX SPR | MEX FEA | SHA SPR 4 | SHA FEA 9 | GBR SPR Ret | GBR SPR DSQ | 8.º  | 50     |

### GP2 Series
(Clave) (negrita indica pole position) (cursiva indica vuelta rápida puntuable)

| Año  | Escudería        | 1   | 1   | 2   | 2   | 3   | 3   | 4   | 4   | 5   | 5   | 6   | 6   | 7   | 7   | 8   | 8   | 9   | 9   | 10  | 10  | 11  | 11  | Pos. | Puntos | Ref.   |
| ---- | ---------------- | --- | --- | --- | --- | --- | --- | --- | --- | --- | --- | --- | --- | --- | --- | --- | --- | --- | --- | --- | --- | --- | --- | ---- | ------ | ------ |
| 2007 | ART Grand Prix   | SAK | SAK | BAR | BAR | MON | MON | MAG | MAG | SIL | SIL | NÜR | NÜR | BUD | BUD | EST | EST | MNZ | MNZ | SPA | SPA | VAL | VAL | 21.º | 6      | [ 23 ] |
| 2007 | ART Grand Prix   |     |     |     |     | 7   | 7   |     |     |     |     | Ret | 20  | 15  | 17  | Ret | 13  | 7   | 14  | 10  | Ret |     |     | 21.º | 6      | [ 23 ] |
| 2008 | Trust Team Arden | BAR | BAR | EST | EST | MON | MON | MAG | MAG | SIL | SIL | HOC | HOC | BUD | BUD | VAL | VAL | SPA | SPA | MNZ | MNZ |     |     | 6.º  | 50     | [ 24 ] |
| 2008 | Trust Team Arden | 7   | 2   | 6   | 3   | Ret | 11  | Ret | 1   | 4   | DNS | Ret | 8   | 7   | 1   | 6   | Ret | 5   | 4   | 3   | 7   |     |     | 6.º  | 50     | [ 24 ] |

### GP2 Asia Series
(Clave) (negrita indica pole position) (cursiva indica vuelta rápida puntuable)

| Año  | Escudería        | 1    | 1    | 2   | 2   | 3   | 3   | 4   | 4   | 5    | 5    | Pos. | Puntos | Ref.   |
| ---- | ---------------- | ---- | ---- | --- | --- | --- | --- | --- | --- | ---- | ---- | ---- | ------ | ------ |
| 2008 | Trust Team Arden | YMC1 | YMC1 | SEN | SEN | KUA | KUA | SAK | SAK | YMC2 | YMC2 | 2.º  | 37     | [ 25 ] |
| 2008 | Trust Team Arden | DSQ  | Ret  | 1   | 7   | Ret | Ret | 2   | 2   | 2    | 2    | 2.º  | 37     | [ 25 ] |

### Fórmula 1
(Clave) (negrita indica pole position) (cursiva indica vuelta rápida)

| Año     | Escudería           | 1       | 2       | 3      | 4       | 5       | 6       | 7      | 8      | 9       | 10     | 11      | 12      | 13     | 14      | 15      | 16     | 17      | 18      | 19     | Pos. | Puntos |
| ------- | ------------------- | ------- | ------- | ------ | ------- | ------- | ------- | ------ | ------ | ------- | ------ | ------- | ------- | ------ | ------- | ------- | ------ | ------- | ------- | ------ | ---- | ------ |
| 2009    | Scuderia Toro Rosso | AUS 7   | MYS 16† | CHN 8  | BHR 17  | ESP Ret | MON Ret | TUR 15 | GBR 18 | GER 16  | HUN 16 | EUR Ret | BEL 12  | ITA 13 | SIN Ret | JPN Ret | BRA 7  | ABU 8   |         |        | 18.º | 6      |
| 2010    | Scuderia Toro Rosso | BHR 16† | AUS Ret | MYS 11 | CHN Ret | ESP Ret | MON 10  | TUR 16 | CAN 8  | EUR 9   | GBR 12 | GER Ret | HUN 12  | BEL 12 | ITA 11  | SIN 14  | JPN 10 | RCO Ret | BRA 13  | ABU 15 | 16.º | 8      |
| 2011    | Scuderia Toro Rosso | AUS 8   | MYS 13  | CHN 14 | TUR 9   | ESP 14  | MON 10  | CAN 10 | EUR 13 | GBR Ret | GER 15 | HUN 8   | BEL Ret | ITA 10 | SIN 12  | JPN Ret | RCO 9  | IND Ret | ABU Ret | BRA 12 | 15.º | 15     |
| Fuente: |                     |         |         |        |         |         |         |        |        |         |        |         |         |        |         |         |        |         |         |        |      |        |

### 24 Horas de Le Mans
| Año     | Equipo              | Copilotos                          | Automóvil           | Clase    | Vueltas | Pos. | Pos. Clase |
| ------- | ------------------- | ---------------------------------- | ------------------- | -------- | ------- | ---- | ---------- |
| 2012    | Toyota Racing       | Anthony Davidson Stéphane Sarrazin | Toyota TS030 Hybrid | LMP1     | 82      | DNF  | DNF        |
| 2013    | Toyota Racing       | Anthony Davidson Stéphane Sarrazin | Toyota TS030 Hybrid | LMP1     | 347     | 2.º  | 2.º        |
| 2014    | Toyota Racing       | Anthony Davidson Nicolas Lapierre  | Toyota TS040 Hybrid | LMP1-H   | 374     | 3.º  | 3.º        |
| 2015    | Toyota Racing       | Anthony Davidson Kazuki Nakajima   | Toyota TS040 Hybrid | LMP1     | 386     | 8.º  | 8.º        |
| 2016    | Toyota Gazoo Racing | Anthony Davidson Kazuki Nakajima   | Toyota TS050 Hybrid | LMP1     | 384     | NC   | NC         |
| 2017    | Toyota Gazoo Racing | Anthony Davidson Kazuki Nakajima   | Toyota TS050 Hybrid | LMP1     | 358     | 8.º  | 2.º        |
| 2018    | Toyota Gazoo Racing | Fernando Alonso Kazuki Nakajima    | Toyota TS050 Hybrid | LMP1     | 388     | 1.º  | 1.º        |
| 2019    | Toyota Gazoo Racing | Fernando Alonso Kazuki Nakajima    | Toyota TS050 Hybrid | LMP1     | 385     | 1.º  | 1.º        |
| 2020    | Toyota Gazoo Racing | Brendon Hartley Kazuki Nakajima    | Toyota TS050 Hybrid | LMP1     | 387     | 1.º  | 1.º        |
| 2021    | Toyota Gazoo Racing | Brendon Hartley Kazuki Nakajima    | Toyota GR010 Hybrid | Hypercar | 369     | 2.º  | 2.º        |
| 2022    | Toyota Gazoo Racing | Brendon Hartley Ryō Hirakawa       | Toyota GR010 Hybrid | Hypercar | 380     | 1.º  | 1.º        |
| 2023    | Toyota Gazoo Racing | Brendon Hartley Ryō Hirakawa       | Toyota GR010 Hybrid | Hypercar | 342     | 2.º  | 2.º        |
| 2024    | Toyota Gazoo Racing | Brendon Hartley Ryō Hirakawa       | Toyota GR010 Hybrid | Hypercar | 311     | 5.º  | 5.º        |
| 2025    | Toyota Gazoo Racing | Brendon Hartley Ryō Hirakawa       | Toyota GR010 Hybrid | Hypercar | 380     | 15.º | 15.º       |
| Fuente: |                     |                                    |                     |          |         |      |            |

### Campeonato Mundial de Resistencia de la FIA
(Clave) (negrita indica pole position) (cursiva indica vuelta rápida)

| Año     | Escudería           | Clase | Automóvil           | 1   | 2   | 3   | 4   | 5   | 6   | 7   | 8   | 9   | Pos. | Puntos | Ref.   |
| ------- | ------------------- | ----- | ------------------- | --- | --- | --- | --- | --- | --- | --- | --- | --- | ---- | ------ | ------ |
| 2012    | Toyota Racing       | LMP1  | Toyota TS030 Hybrid | SEB | SPA | LMS | SIL | SÃO | BHR | FUJ | SHA |     | NC   | 0      | [ 28 ] |
| 2012    | Toyota Racing       | LMP1  | Toyota TS030 Hybrid | Ret |     |     |     |     |     |     |     |     | NC   | 0      | [ 28 ] |
| 2013    | Toyota Racing       | LMP1  | Toyota TS030 Hybrid | SIL | SPA | LMS | SÃO | COA | FUJ | SHA | BHR |     | 3.º  | 106.25 | [ 29 ] |
| 2013    | Toyota Racing       | LMP1  | Toyota TS030 Hybrid | 3   | 4   | 2   | Ret | 2   | 13  | Ret | 1   |     | 3.º  | 106.25 | [ 29 ] |
| 2014    | Toyota Racing       | LMP1  | Toyota TS040 Hybrid | SIL | SPA | LMS | COA | FUJ | SHA | BHR | SÃO |     | 1.º  | 166    | [ 30 ] |
| 2014    | Toyota Racing       | LMP1  | Toyota TS040 Hybrid | 1   | 1   | 3   | 3   | 1   | 1   | 10  | 2   |     | 1.º  | 166    | [ 30 ] |
| 2015    | Toyota Racing       | LMP1  | Toyota TS040 Hybrid | SIL | SPA | LMS | NÜR | COA | FUJ | SHA | BHR |     | 5.º  | 79     | [ 31 ] |
| 2015    | Toyota Racing       | LMP1  | Toyota TS040 Hybrid | 3   | 8   | 8   | 5   | 4   | 5   | 6   | 4   |     | 5.º  | 79     | [ 31 ] |
| 2016    | Toyota Gazoo Racing | LMP1  | Toyota TS050 Hybrid | SIL | SPA | LMS | NÜR | MEX | COA | FUJ | SHA | BHR | 8.º  | 60     | [ 32 ] |
| 2016    | Toyota Gazoo Racing | LMP1  | Toyota TS050 Hybrid | 16  | 17  | NC  | 5   | Ret | 5   | 4   | 3   | 4   | 8.º  | 60     | [ 32 ] |
| 2017    | Toyota Gazoo Racing | LMP1  | Toyota TS050 Hybrid | SIL | SPA | LMS | NÜR | MEX | COA | FUJ | SHA | BHR | 2.º  | 183    | [ 33 ] |
| 2017    | Toyota Gazoo Racing | LMP1  | Toyota TS050 Hybrid | 1   | 1   | 6   | 4   | 3   | 3   | 1   | 1   | 1   | 2.º  | 183    | [ 33 ] |
| 2018-19 | Toyota Gazoo Racing | LMP1  | Toyota TS050 Hybrid | SPA | LMS | SIL | FUJ | SHA | SEB | SPA | LMS |     | 1.º  | 198    | [ 34 ] |
| 2018-19 | Toyota Gazoo Racing | LMP1  | Toyota TS050 Hybrid | 1   | 1   | DSQ | 2   | 2   | 1   | 1   | 1   |     | 1.º  | 198    | [ 34 ] |
| 2019-20 | Toyota Gazoo Racing | LMP1  | Toyota TS050 Hybrid | SIL | FUJ | SHA | BHR | COA | SPA | LMS | BHR |     | 2.º  | 202    | [ 35 ] |
| 2019-20 | Toyota Gazoo Racing | LMP1  | Toyota TS050 Hybrid | 2   | 1   | 2   | 2   | 2   | 2   | 1   | 2   |     | 2.º  | 202    | [ 35 ] |

### Fórmula E
(Clave) (negrita indica pole position) (cursiva indica vuelta rápida)

| Año     | Equipo          | 1       | 2       | 3       | 4       | 5       | 6       | 7       | 8       | 9      | 10      | 11      | 12      | 13      | 14      | 15      | 16    | Pos. | Puntos |
| ------- | --------------- | ------- | ------- | ------- | ------- | ------- | ------- | ------- | ------- | ------ | ------- | ------- | ------- | ------- | ------- | ------- | ----- | ---- | ------ |
| 2014-15 | e.dams Renault  | PEK Ret | PUT 3   | PDE 1   | BUE Ret | MIA 13  | LBH 4   | MON 1   | BER 2   | MOS 9  | LON 1   | LON 5   |         |         |         |         |       | 2.º  | 143    |
| 2015-16 | Renault e.Dams  | PEK 1   | PUT 12  | PDE 1   | BUE 2   | MEX 2   | LBH 16  | PAR 3   | BER 1   | LON 5  | LON Ret |         |         |         |         |         |       | 1.º  | 155    |
| 2016-17 | Renault e.Dams  | HKG 1   | MAR 1   | BUE 1   | MEX 13  | MON 1   | PAR 1   | BER DSQ | BER 1   | NYC    | NYC     | MTR DSQ | MTR 11  |         |         |         |       | 2.º  | 157    |
| 2017-18 | Renault e.Dams  | HKG 11  | HKG 10  | MAR 2   | SAN 3   | MEX 3   | PDE Ret | ROM 6   | PAR 5   | BER 4  | ZUR 5   | NYC 3   | NYC 4   |         |         |         |       | 4.º  | 125    |
| 2018-19 | Nissan e.dams   | ALD 6   | MAR 8   | SAN Ret | MEX 21† | HKG Ret | SNY 8   | ROM 5   | PAR 15  | MON 5  | BER 2   | BRN 3   | NYC 1   | NYC 3   |         |         |       | 2.º  | 119    |
| 2019-20 | Nissan e.dams   | DIR Ret | DIR 12  | SAN 13  | MEX 3   | MAR 4   | BER 7   | BER 2   | BER 11  | BER 3  | BER 10  | BER 3   |         |         |         |         |       | 4.º  | 84     |
| 2020-21 | Nissan e.dams   | DIR 13  | DIR Ret | ROM 5   | ROM 10  | VAL Ret | VAL 11  | MON 11  | PUE DSQ | PUE 14 | NYC 6   | NYC 15  | LON DSQ | LON 13  | BER 11  | BER 14  |       | 21.º | 20     |
| 2021-22 | Nissan e.dams   | DIR 17  | DIR 13  | MEX 8   | ROM 16  | ROM 9   | MON 8   | BER 14  | BER 14  | YAK 11 | MAR 16  | NYC 5   | NYC 13  | LON 11  | LON 6   | SEÚ Ret | SEÚ 9 | 15.º | 30     |
| 2022-23 | Envision Racing | MEX 6   | DIR 4   | DIR 6   | HYD 15  | CAB 5   | SÃO 10  | BER 4   | BER 20  | MON 8  | YAK 20  | YAK 10  | PRT 5   | ROM Ret | ROM 5   | LON 3   | LON 6 | 6.º  | 105    |
| 2023-24 | Envision Racing | MEX 2   | DIR 12  | DIR WD  | SÃO 10  | TOK 13  | MIS 12  | MIS Ret | MON 15  | BER    | BER     | SHA 8   | SHA 12  | PRT 20  | PRT 9   | LON 3   | LON 4 | 11.º | 53     |
| 2024-25 | Envision Racing | SÃO 7   | MEX 17  | YED 12  | YED 19  | MIA 13  | MON 19  | MON 1   | TOK 4   | TOK 9  | SHA 9   | SHA 18  | YAK 3   | BER 7   | BER Ret | LON 16  | LON 3 | 12.º | 84     |
| Fuente: |                 |         |         |         |         |         |         |         |         |        |         |         |         |         |         |         |       |      |        |

### WeatherTech SportsCar Championship
(Clave) (negrita indica pole position) (cursiva indica vuelta rápida)

| Año  | Equipo           | Clase | Chasis   | Motor                 | 1     | 2     | 3   | 4   | 5   | 6   | 7   | 8   | 9   | 10  | Pos. | Puntos |
| ---- | ---------------- | ----- | -------- | --------------------- | ----- | ----- | --- | --- | --- | --- | --- | --- | --- | --- | ---- | ------ |
| 2017 | Rebellion Racing | P     | Oreca 07 | Gibson GK428 4.2 L V8 | DAY 8 | SEB 9 | LBH | COA | DET | WGL | MOS | ELK | LGA | PET | 26.º | 45     |